# Karen David
Karen Shenaz David (Shillong, 15 aprile 1979) è un'attrice e cantautrice indiana naturalizzata canadese, nota in particolare per aver interpretato la "Principessa Isabella Maria Lucia Elisabetta di Valencia" nella serie televisiva statunitense a tema fiabesco in chiave musicale della ABC Galavant, oltre ad essere apparsa come Francesca "Cesca" Montoya nella serie televisiva britannica Waterloo Road. Inoltre è apparsa nel film d'azione direct-to-video del 2008 Il Re Scorpione 2 - Il destino di un guerriero, interpretando Layla.

## Biografia
Nata in India da padre indiano e madre cinese, è cresciuta in Canada e a 17 anni si è trasferita a Londra per studiare recitazione. Dopo aver finito la scuola, David si è unita al cast originale del musical Mamma Mia!.
Il suo talento come cantante l'ha portata a firmare un contratto discografico con la BMG Europe, creando nel 2003 il singolo "It's Me (You're Talking To)", che è arrivato nella Top Ten Australiana, Tedesca e Svizzera; inoltre il singolo è diventato quarto più alto successo della BMG per un'artista in fase di debutto. Poco dopo, è stata scoperta dal compositore R.C. Rahman ("The Millionaire"), che, colpito dal suo talento, ha invitato David ad aiutarlo a sviluppare una colonna sonora al fianco di Andrew Lloyd Webber e Don Black. Successivamente hanno creato la colonna sonora per il film britannico del 2006 Provoked, dove David ha avuto un ruolo di supporto.
Nel 2008 ha prodotto una canzone dal titolo Shillong Shillong, che è il nome del luogo dove è nata.
Senza dubbio Karen ha raggiunto molta popolarità (soprattutto nel Regno Unito e in America) grazie ai ruoli televisivi che ha svolto. La serie televisiva della BBC candidata a un premio BAFTA Waterloo Road, vede la partecipazione di David nel ruolo di Francesca Montoya, insegnante che si innamora di uno dei suoi alunni. La trama della serie ha generato un gran numero di dibattiti, portando la popolarità dell'attrice alle stelle: i fan si innamorarono presto del suo talento dimostrato nell'interpretare il suo personaggio. Nel 2016 entra a far parte della sesta stagione di C'era una volta interpretando il ruolo della principessa Jasmine.
Il 6 Marzo 2019 viene reso noto il suo ingresso nel cast della quinta stagione della serie televisiva americana Fear the Walking Dead.

### Vita privata
Ha una sorella maggiore, Tracy.
A metà 2013 ha sposato il musicista Carl Ryden nella Contea di Los Angeles, California.

## Filmografia

### Cinema
- Bollywood Queen, regia di Jeremy Wooding (2003)
- Batman Begins, regia di Christopher Nolan (2005)
- Provoked: A True Story, regia di Jag Mundhra (2006)
- Take 3 Girls, regia di Baz Taylor (2006)
- Black Thunder - Sfida ad alta quota, regia di Michael Keusch (2007)
- Il Re Scorpione 2 - Il destino di un guerriero, regia di Russell Mulcahy (2008)
- L'isola delle coppie (Couples Retreat), regia di Peter Billingsley (2009)
- Red Lights, regia di Rodrigo Cortés (2012)
- Jack Ryan - L'iniziazione, regia di Kenneth Branagh (2014)
- Amar, Akbar & Tony, regia di Atul Malhotra (2014)

### Televisione
- Holby City – serie TV, 1 episodio (2003)
- Top Buzzer – serie TV, 1 episodio (2004)
- The Colour of Magic – miniserie TV, 1 episodio (2008)
- The Legend of Dick and Dom – serie TV, 1 episodio (2009)
- Strike Back – serie TV, episodi 2x01-2x02 (2011)
- Waterloo Road – serie TV, 20 episodi (2010-2011)
- Touch – serie TV, 1 episodio (2012)
- Pixelface – serie TV, 26 episodi (2011-2012)
- Castle – serie TV, episodi 5x15-5x16 (2013)
- Galavant – serie TV, 18 episodi (2015-2016)
- Cold Feet – serie TV, 4 episodi (2016)
- C'era una volta (Once Upon a Time) – serie TV, 9 episodi (2016-2017)
- Ryan Hansen Solves Crimes on Television – serie TV, 5 episodi (2017)
- Barry – serie TV, 4 episodi (2018-2022)
- Criminal Minds – serie TV, 1 episodio (2018)
- Legacies – serie TV, 11 episodi (2018-2020)
- Fear the Walking Dead – serie TV, 26 episodi (2019-2023)
- Law & Order: Organized Crime - serie TV, episodio 3x19 (2023)
- The Irrational – serie TV, 11 episodi (2023-2025)
- L'estate dei segreti perduti (We Were Liars) – serie TV, episodio 1x06 (2025)

## Doppiatrici italiane
Nelle versioni in italiano delle opere in cui ha recitato, Karen David è stata doppiata da:
- Daniela Calò ne Il Re Scorpione 2 - Il destino di un guerriero, Fear the Walking Dead
- Sara Ferranti in Black Thunder - Sfida ad alta quota
- Cinzia Villari in Red Lights
- Monica Ward in Touch
- Benedetta Ponticelli in Castle
- Letizia Ciampa in Galavant
- Giulia Catania in C'era una volta
- Irene Trotta in Barry
- Benedetta Degli Innocenti in Criminal Minds
- Alessia Amendola in Legacies
- Antonella Baldini in Law & Order: Organized Crime

Da doppiatrice è stato sostituita da:
- Deborah Morese in Dead Rising 4
- Ilaria Silvestri in Call of Duty: Black Ops 6